# Jaime Valdivielso de Cué
Jaime Valdivielso de Cué (n. 8 martie 1940, Laudio⁠(d), Comunitatea Autonomă a Țării Basce, Spania – d. 14 martie 2016) a fost un om politic spaniol, membru al Parlamentului European în perioada 1999-2004 din partea Spaniei.